# Milonair
Milonair (* März 1986 in Teheran; bürgerlich Milad Nejad, persisch میلاد نژاد) ist ein deutscher Rapper.

## Biografie
Nejad kam 40 Tage nach seiner Geburt nach Deutschland. Seine Eltern flohen vor dem Ersten Golfkrieg und kamen in Hamburg-Bergedorf unter, wo Milonair aufwuchs. Erste Bekanntheit erlangte er durch seinen Beitrag beim Remix des Liedes Chabos wissen wer der Babo ist von Haftbefehl. Anfang 2014 veröffentlichte er über Azzlackz sein erstes Soloalbum AMG – Ausländer mit Geld, das auf Platz 41 der deutschen Albumcharts einsteigen konnte.
Am 20. Mai 2016 veröffentlichte er sein zweites Album Milominati, auf dem unter anderem Kool Savas, Sido & Olexesh vertreten waren.
Seit 2014 ist er bei Haftbefehls Musiklabel Azzlackz unter Vertrag. Zudem hat Milonair seit 2019 sein eigenes Label Blockpanorama, bei dem die Rapper Maaf & Amu unter Vertrag stehen.
Am 19. Juli 2019 veröffentlichte er über Blockpanorama sein drittes Soloalbum G.T.A. (Gangster ticken anders), das auf Platz 8 der deutschen Albumcharts einsteigen konnte. 2019 gründete Milonair zudem in Hamburg seinen eigenen Fußballverein Milonairs Club. Der Verein spielt seit August 2019 in der Kreisklasse 1.
Am 16. Oktober 2020 erschien Milonairs viertes Album STASH. Als Feature-Gäste sind auf dem Album unter anderem Kollegah, Capital Bra & Samra vertreten.

## Diskografie

### Alben
- 2014: AMG (Ausländer mit Geld)
- 2016: Milominati
- 2019: G.T.A. (Gangster ticken anders)
- 2020: Stash
- 2023: Macha

### Singles
- 2014: Anna Kournikova (feat. Haftbefehl und Miss Platnum)
- 2014: Bleib mal locker lan (feat. Haftbefehl und Hanybal)
- 2016: Dieses Dasein (feat. Haftbefehl)
- 2016: Sneakers & Heels (feat. Kool Savas, Samson Jones & Remoe) auf Essahdamus von Kool Savas
- 2019: Suge Knight
- 2019: Gucci Pulli L (feat. Capital Bra)
- 2019: Glitza (feat. Haftbefehl & Joker Bra)
- 2019: Ich will Fliegen
- 2019: Autopilot (feat. Bonez MC)
- 2019: Beide Hände Roley
- 2020: Bist du wach? (Azzi Memo feat. Nate57, Veysel, Sinan-G, Kool Savas, NKSN, Rola, Disarstar, Maestro, Hanybal, Celo & Abdi, Manuellsen, Silla, Credibil, Ali471, Milonair, Mortel & KEZ)
- 2020: Imma Gute (feat. Joker Bra)
- 2020: Graue Wolken
- 2020: Ghetto Himmel Grau (mit Kollegah & Seyed; #2 der deutschen Single-Trend-Charts am 9. Oktober 2020[3])
- 2020: Stash (mit Haftbefehl; #5 der deutschen Single-Trend-Charts am 23. Oktober 2020[4])
- 2020: Minimum
- 2022: Keinen gesehen (feat. 1986zig & Kool Savas; #12 der deutschen Single-Trend-Charts am 16. Dezember 2022[5])
- 2024: Leben wie ein Spielfilm (mit Gzuz & Haftbefehl; #16 der deutschen Single-Trend-Charts am 6. September 2024[6])

### Gastbeiträge
- 2012: Parallelen United Remix #2 von Celo & Abdi (feat. MoTrip, JokA, Summer Cem, Favorite, Sentence, Animus, Timeless, Liquit Walker, Toni der Assi, Bosca, Mosh36, Crackaveli, B-Lash, Massiv, Automatikk, Capo & Veysel)
- 2013: Chabos wissen wer der Babo ist (Remix) auf Blockplatin von Haftbefehl (feat. Mosh36, Olexesh, Habesha, Abdi, Celo, Crackaveli, DOE, 60/60, Al-Gear & Veysel)
- 2013: Azzlackz Bumaye von Veysel (feat. Haftbefehl, Celo & Abdi, DOE & 60/60)
- 2013: Ulf ist Kult (feat. Papaz) und Ich lebe (Strassen Remixxx) (feat. Olexesh, Hamad 45, Herzog, Fux, Papaz, Diloman & Azero) auf BZ von Mosh36
- 2013: Champagner für alle Remix von Capo (feat. Sido, Yasha, Celo & Abdi, Bausa, Lary & Miss Platnum)
- 2014: 1999 Pt. II (Babos Remix) (feat. Hanybal) und Anna Kournikova (Babos Remix) (feat. Miss Platnum) auf Russisch Roulette (Deluxe) von Haftbefehl
- 2015: Blockrechnen auf Lucky No. 7 EP von Mosh36 (feat. Silla)
- 2015: Chabos (feat. DOE, Celo, Soufian, Hanybal, Enemy, Abdi, Brate Azzlack, Nimo, Bausa, Diar & Capo) und Wo ich herkomm (feat. Hanybal) auf Unzensiert von Haftbefehl
- 2016: Ulfimativ auf Rapbeduine von Mosh36
- 2016: Teheran auf Irreversibel von Nazar (feat. Mosh36)
- 2016: Sneakers & Heels auf Essahdamus von Kool Savas (feat. Samson Jones & Remoe)
- 2019: 7 5 0 auf Import / Export von Malik Montana (feat. Bonez MC)
- 2019: Nie Nie Nie auf Import / Export von Malik Montana
- 2019: Droptop auf Perroquet von Haiyti
- 2020: Poledance auf Aaliyah von Schwesta Ewa
- 2020: Ulfive auf Forever Young von Mosh36
- 2020: Mach die Millen auf 3XL von Maaf
- 2020: G.A.M.G. auf 3XL von Maaf
- 2021: Cripwalk aufm Kopf auf Das schwarze Album von Haftbefehl (feat. Haiyti)

## Auszeichnungen für Musikverkäufe
| Platin-Schallplatte - Polen - 2020: für die Single 7 5 0 |

| Land/RegionAuszeichnungen für Musikverkäufe (Land/Region, Auszeichnungen, Verkäufe, Quellen) | Gold | Platin  | Verkäufe | Quellen |
| -------------------------------------------------------------------------------------------- | ---- | ------- | -------- | ------- |
| Polen (ZPAV)                                                                                 | —    | Platin1 | 20.000   | olis.pl |
| Insgesamt                                                                                    | —    | Platin1 |          |         |